# KT&G복지재단
KT&G 복지재단(KT&G Social Welfare Foundation)은 KT&G의 사회 공헌사업의 체계화를 목적으로 하는 사회복지법인이다. 2003년 7월에 설립되었다. 서울특별시 강남구 대치동 945-10 KT&G 대치타워 14층에 위치한다.

## 개요
- KT&G복지재단은 보다 효과적인 사회복지 실천을 위해 KT&G가 설립한 사회복지법인으로[1][2] 국내 지역 밀착 맞춤형 서비스를 제공하는 8개의 ‘행복네트워크 복지센터’를 운영하고 있다.[3][4][5]
- KT&G는 2001년부터 2002년까지 전국의 불우한 백혈병 소아암 환자의 치료비를 지원해 왔고 2003년부터는 KT&G복지재단이 맡고 있다.[6] 이외에도 2011년에는 저소득층 아동의 취약한 건강관리 실태에 대한 사회적 관심을 촉발하고 건강한 삶을 누릴 수 있도록 지원하는 '대국민 건강증진' 프로젝트의 일환으로 4억원의 기금을 들여, 저소득층 아동의 건강관리를 돕는 '홍이친구' 사업을 펼쳤고, KT&G복지재단, 지역아동센터와 협약을 체결해, 전국 101개 지역 아동센터 소속 아동 1257명을 대상으로 건강검진을 지원했다.[7]
- KT&G복지재단은 2004년 우리나라 희귀난치성 질환자의 장기능 개선을 위해 KT&G의 사내벤쳐 'KT&G휴럼'에서 개발한 장기능개선식품 '뮤뮤' 400세트를 한국희귀난치성질환연합회를 통해 200명의 환자에게 전달했다.[8]
- 재단의 가장 대표적인 사업 중 하나인 '경차 지원사업'은 복지수혜지역 특성상 좁은 골목길에서의 기동성을 위해 경차가 가장 필요하다는 사회복지현장의 의견을 적극 반영해 편의성과 연비, 유지비가 저렴한 경차 지원사업을 지난 2004년 서울 YMCA 봉천종합사회복지관 등 전국 100개 사회복지기관에 복지서비스 활동용 경승용차 100대를 전달을 시작으로[9] 2016년까지 13년째 이어오고 있다.[10]
- ‘사랑의 김장나눔’ 사업은 2004년부터 2016년까지 13년간 매년 꾸준히 이어져오고 있으며, KT&G복지재단은 13년째 김장 담가 저소득 가정 3만여 세대에 전달하고 있다.[11][12]
- ‘사랑의 햅쌀 나눔’은 저소득 계층 경제적 부담을 덜어주고 농촌을 지원하기 위해 지난 2006년부터 전달 되고 있다.[13]
- 재단의 협력 사회복지기관에서 경제여건 등을 고려해 추천한 저소득 세대 중고등학교 입학생을 지원대상으로 2008년부터 교복상품권을 지원하고 있다.[14][15]
- KT&G와 대학생들과의 ‘사랑의 연탄나누기’는 2004년 한양대 법대생들과 처음 시작했고 KT&G복지재단은 2009년 전국 3045세대 및 144개 사회복지기관에 6억 1,000만원 상당의 등유 및 연탄을 별도로 지원했다.[16]
- KT&G 복지재단은  저소득가정 및 서울 지역 무료급식소에 햅쌀을 무료로 지원하는 행사 ‘사랑의 햅쌀 나눔 사업’를 저소득 계층의 경제적 부담을 덜어주고 쌀 소비량 감소 등으로 어려움을 겪고 있는 농촌을 지원하기 위해 2006년부터 시작되었으며 저소득 가정과 서울 지역 무료급식소에 전달하고 있다.[17][18]
- KT&G 복지재단은 2009년 보행이 불편한 저소득 노인 5,000명에게 5억 원 상당의보행보조기 5,000대를 지급했습니다. 지원 대상은 전국 285개 사회복지관과 KT&G 복지재단의 지역 센터별 협력기관 50곳의 신청을 받아 선정됐으며, 보행보조기 지원사업은 2007년부터 3년째로 총 15,700대가 지원 됐다.[19]
- KT&G는 해외에서도 사회공헌활동의 범위를 확대해 2005년 캄보디아를 시작으로 인도네시아, 우즈베키스탄, 몽골 등으로 대상 국가를 확대했다. 캄보디아에 12년째 활동을 이어오며 총 33차례에 걸쳐 1,000여명의 봉사단을 파견했으며,[20] 봉사단원들은 현지 NGO단체들과 함께 수상유치원, 도서관 설립을 시작으로 학교 시설물 건립, 보수, 보건, 위생 교육 등 다양한 활동을 펼치고 있다.[21] 또한 우리나라 기업으로는 처음으로 인도네시아 수도 자카르타에 한국어학당을 설립했다. 이외에도 몽골의 사막화 방지를 위한 임농업 교육센터 설립 양해각서(MOU)를 체결하는 등 국제 환경문제 해결에도 앞장서고 있다.[22][23]
- KT&G복지재단과 분당서울대병원은 2012년 인도네시아에서 빈곤층 환자 80여 명에게 무료 수술을 실시했다. 분당서울대병원이 현지에 의료인력 27명을 보내고, KT&G복지재단은 파견 경비와 의약품 구입비용 1억 5,000만 원을 지원했다.[24] 이후 2013년에도 분당서울대병원은 의사와 간호사 등 32명의 의료진을 파견하며, KT&G복지재단은 소요 비용과 의약품 구입비 등 총 1억 5,000만원을 지원하였다. 이외에도 KT&G복지재단은 분당서울대병원과 함께 2004년부터 6차례에 걸쳐 우즈베키스탄에서 심장병 환자 등을 대상으로 총 397건의 수술과 진료를 한 바 있다.[25]
- KT&G 신탄진공장 임직원들은 사내 22개의 봉사단을 자체 운영하면서 어려운 이웃들이 따뜻한 겨울을 보낼 수 있도록 저소득 가정, 장애인, 노인 시설에 김장김치, 쌀, 월동용품을 전달하는 활동을 14년째 이어오는 등 지역사회와 상생을 위한 다양한 활동으로 ‘2016 대한민국 자원봉사대상’에서 국무총리 표창을 받았다.[26]

## 주요 사업
- 행복네트워크 운영사업
- 사회복지 지원사업
- 인터넷 복지사업

## 같이 보기
- KT&G
- 삼성재단
- LG복지재단
- 한국타이어복지재단
- 아름다운재단
- 이랜드복지재단